# Magira (Fantasywelt)

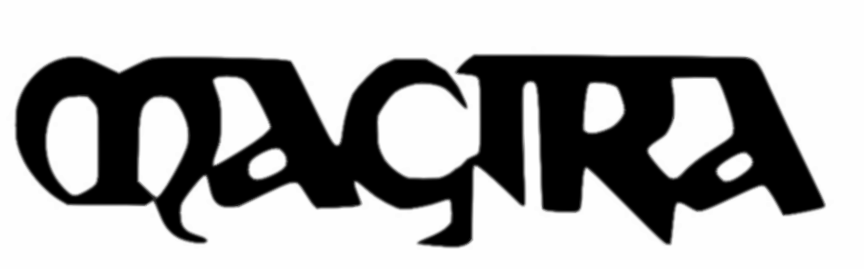
Ursprünglicher Schriftzug des ersten Regelwerkes 1977

Magira ist eine Fantasy-Welt, die seit 1966 von der Fantasy-Vereinigung FoLLoW kontinuierlich weiterentwickelt wird. Auf ihr spielen Pen-&-Paper-Rollenspiele, viele veröffentlichte Geschichten (einschließlich Romanzyklen von Hugh Walker), LARPs sowie Strategiespiele.

## Aufbau der Welt Magira
Ursprünglich bestand Magira aus mehreren Kontinenten, die um ein Binnenmeer herum angeordnet und vom Endlosen Ozean umgeben sind. Die Welt enthielt viele Länder und Kulturen, die unterschiedlichen Vorbildern aus Antike und Mittelalter nachempfunden sind. Dabei entspricht die geographische Anordnung der einzelnen Länder auf dem Urkontinent Magira in groben Zügen der geographischen Anordnung der Vorbildkulturen in der realen Welt. So liegt beispielsweise das dem frühmittelalterlichen Britannien ähnliche Land Albyon im Nordwesten Magiras, so wie das reale Britannien im Nordwesten der im Mittelalter bekannten Welt liegt.
Aufgrund der Vergrößerung des Vereines und immer neuer Kulturen wurden im Laufe der Jahrzehnte zur „Alten Welt“ mehrere weitere „Welten“ hinzugefügt, die über den „Endlosen Ozean“ miteinander verbunden sind. So gibt es die „Yddia“ oder „Westliche Welt“, die Estliche sowie eine kleinere aus vielen Inseln bestehende Randwelt „Tebolidagh“. Die Nähe zu realen irdischen Vorbildern wurde dabei immer mehr verlassen, inzwischen existieren auf der Welt Magira auch Zwergenreiche, Elfenwelten, geflügelte Humanoide, finstere Horden, Gestaltwandler u. v. m.

## Magira und der Fantasy-ClubFoLLoW
Die Welt Magira wird simuliert vom Fantasy-Club Fellowship of the Lords of the Lands of Wonder (FoLLoW), der auf dem SFCD-Con in Wien von Hubert Straßl, Eduard Lukschandl und Axel Melhardt gegründet wurde. Nach vielen Jahren als Untergruppe des EDFCs gründet sich die Gruppe 1993 als eigenständiger Verein aus, der in den letzten Jahrzehnten stabil um 400–500 Mitglieder umfasst.
In der seit 1968 und in den letzten Jahrzehnten quartalsweise erscheinenden Vereinspublikation "Follow" (ISSN 1439-1716) im Format Din-A5 mit inzwischen grob um 400 Seiten wird die Welt in Geschichten und Beschreibungen ebenso weiterentwickelt, wie in LARP-Zeremonien auf Cons des Clubs, Rollenspielen sowie dem Ewigen Spiel, einer kontinuierlichen Spielrunde des Strategiespiels Armageddon.
Die Welt Magira liegt unter anderem mehreren Romanzyklen von Hugh Walker zugrunde, ebenso verschiedenen Rollenspiele wie beispielsweise die verwandten Rollenspielsysteme Abenteuer in Magira und Midgard, sowie Anpassungen weiterer Spielsysteme.

## Magira und Midgard
1977 wurden erstmals Pen-&-Paper-Rollenspiel-Kampagnen auf der Basis von "Empire of the Petal Throne" (M. R. Barker) in FoLLoW auf der Welt Magira durchgeführt: Empires of Magira von den Jürgen Franke und "Abenteuer in Ranabar" von Dieter Steinseifer. 1981 veröffentlichte Jürgen Franke die Erstauflage der zu Midgard weiterentwickelten "Empires of Magira" innerhalb Follows, während ein vereinfachtes Regelwerk innerhalb der Kampagne "Abenteuer in Ranabar" in den "Drachenbriefen" weiterentwickelt und schließlich ab 1986 von der Abenteuerrunde GbR als "Abenteuer in Magira" in dedizierten Veröffentlichungen herausgegeben wurde.
1987 erfolgte aus lizenzrechtlichen Gründen die Trennung der Rollenspielwelten, und für das Rollenspielsystem Midgard wurde die neue Welt "Midgard" entwickelt. Diese Welt ist in ihrer Konzeption Magira sehr ähnlich, so dass vorhandene Charaktere, Schauplätze, Abenteuer und Kampagnen (einschließlich wesentlicher Daten der Spielmechanik) leicht übertragen werden konnten.

## Das Jahrbuch Magira
"Magira" war zugleich der Titel eines Fantasy-Jahrbuchs, in dem insbesondere Buchbesprechungen, Interviews mit deutschen und ausländischen Autoren und sekundärliterarische Artikel erscheinen. Ein kleiner Storyteil beinhaltet Werke unterschiedlicher Autoren, die sich zum überwiegenden Teil nicht mit Magira auseinandersetzen. Von daher ist der Titel des Jahrbuches etwas irreführend, auch wenn viele Mitarbeitende in "Follow" aktiv sind und das Jahrbuch im selben Verein wie das Vereinsmagazin "Follow" herausgegeben wurde. 2015 wurde das Magira eingestellt.
Das Jahrbuch ist insofern vergleichbar mit dem Fantasia – Magazin für Phantastik des EDFC e. V., als dass FoLLoW lange Jahre bis zur Abtrennung ab 1993 eine Teilgruppierung des EDFCs war.